# Воля-Довголуцкая
Воля-Довголуцкая (укр. Воля-Довголуцька) — село в Грабовецко-Дулибской сельской общине Стрыйского района Львовской области Украины.
Население по переписи 2001 года составляло 497 человек. Занимает площадь 9,1 км². Почтовый индекс — 82453. Телефонный код — 3245.